# Venizelismus
Der Venizelismus war eine der bedeutendsten politischen Strömungen in Griechenland von den Anfängen des 20. Jahrhunderts bis etwa 1965. Er beinhaltete überwiegend Ideen des Liberalismus und Sozialliberalismus und ist der politischen Mitte zuzuordnen.
Der Venizelismus fand Anfang des 20. Jahrhunderts  in der demokratischen Liberalen Partei seine bedeutendste politische Repräsentanz und beeinflusste die Geschichte Griechenlands dadurch maßgebend.

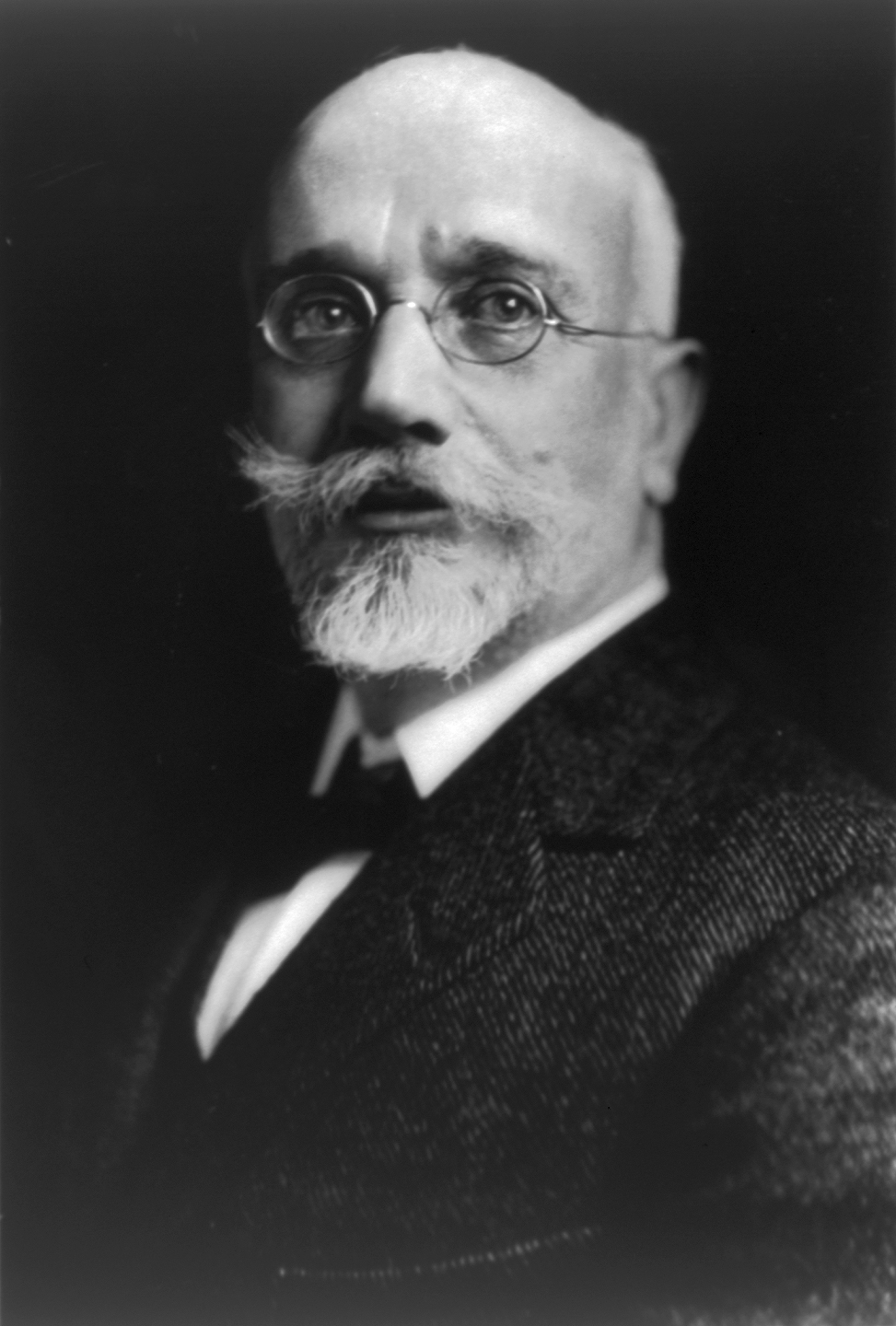
Eleftherios Venizelos

## Definition
Unter dem Begriff des Venizelismus vereint sich eine breite politische Bewegung, deren Hauptziel die bürgerliche Modernisierung Griechenlands entsprechend dem Vorbild der westlichen liberalen Demokratien, in Verbindung mit der Verwirklichung der Megali Idea, also der territorialen Ausdehnung Griechenlands zur Befreiung der damals noch im Osmanischen Reich lebenden Griechen war.
Die politische Bewegung erhielt ihren Namen vom Politiker Eleftherios Venizelos und ging als Liberale Partei in Griechenland aus diversen Parlamentswahlen in der ersten Hälfte des 20. Jahrhunderts  als stärkste politische Kraft hervor.

## Politische Ziele
Der Venizelismus setzte sich für die Abschaffung der Monarchie und die Einführung einer Präsidialrepublik ein. Bei der Verfolgung dieses Zieles, das 1924 erreicht wurde, gingen die meisten Anhänger des Venizelismus (auch Venizelos selbst) aber gemäßigt vor und arbeiteten auch nach der Wiedereinführung der Monarchie 1935 relativ gut mit dem König zusammen. Die einzige Phase, in der es zu massiven Spannungen zwischen Königshaus und Venizelisten kam, waren die Jahre 1915 bis 1920 während des Ersten Weltkrieges, in denen der König eine deutschlandfreundliche Position bezog, während die Venizelisten sich klar auf die Seite der Entente schlagen wollten. Die Venizelisten setzen sich durch und Griechenland trat auf Seiten der Entente in den Krieg ein.
Die Venizelisten wollten die Megali Idea verwirklichen, also die territorialen Ausdehnung Griechenlands zur Befreiung der damals noch im Osmanischen Reich lebenden Griechen. Das Ziel der territorialen Ausdehnung Griechenlands wurde bis 1920 größtenteils erreicht, erfuhr aber nach der Wahlniederlage der Partei der Liberalen bei der Parlamentswahl 1920 und der anschließenden Niederlage Griechenlands im Griechisch-Türkischen Krieg einen wichtigen Rückschlag. Ab 1923  und insbesondere  mit dem Abschluss eines Griechisch-Türkischen Freundschaftsvertrages am 30. Oktober 1930 durch Eleftherios Venizelos und Mustafa Kemal Atatürk wandte sich der Venizelismus der Etablierung stabiler und freundschaftlicher Beziehungen zu allen Nachbarländern zu.
Der Venizelismus trat während des Ersten und Zweiten Weltkriegs für einen Kriegseintritt Griechenlands auf Seiten der Westalliierten ein.
Ein weiteres Ziel war die Modernisierung der griechischen Volkswirtschaft im Rahmen des kapitalistischen Systems nach westlichem Vorbild. Die Regierungen von Eleftherios Venizelos wandten in der Wirtschaftspolitik Strategien unterschiedlichen Typs an.
Die Venizelisten versuchten Griechenland auf institutioneller und gesellschaftlicher Ebene zu modernisieren und dem westlichen Standard anzupassen.
Dabei wurde der Venizelismus nicht nur von Wirtschaftsliberalen unterstützt, sondern von einer relativ weitreichenden Basis politischer Lager und gesellschaftlicher Klassen. Die bedeutendste Unterstützung erfuhr der Venizelismus aus der bürgerlichen Klasse und den Geschäftsleuten, anschließend dem Kleinbürgertum, den landlosen Bauern und ab 1923 von den zahlreichen griechischen Flüchtlingen aus Kleinasien.

## Politische Parteien
- Liberale Partei (Griechenland) (1910–1952)
- Demokratiko Sosialistiko Komma, Demokratisch-Sozialistische Partei (1935–1950)
- Kómma Georgíou Papandréou, Georgios Papandreou Partei (1950–1952)
- Ethniki Proodeftiki Enosis Kentrou, Nationales Zentrum der Progressiven Union (1950–1961)
- Enosis Kendrou, Zentrumsunion (1961–1965)
- Enosi Kentrou-Nees Dynameis, Zentrumsunion–Neue Kräfte (1974–1976)
- Dimokratikí Énosi Kéndrou, Demokratische Zentrumsunion (1974–1977)
- Enosi Dimokratikou Kendrou, Union der Demokratischen Mitte (1976–heute)
- Kómma Filelefthéron, Liberale Partei (1980–2012)
- Enosi Kendroon, Union der Zentristen (1992–heute)
- Kinima Sosialdimokraton, Vereinigte Demokratische Union des Zentrums–Bewegung der Sozialdemokraten (Zypern, 1969–)

## Bedeutende Vertreter
- Eleftherios Venizelos
- Alexandros Papanastasiou
- Andreas Michalakopoulos
- Georgios Papandreou
- Sophoklis Venizelos
- Georgios Kaphantaris
- Themistoklis Sofoulis